# Espalacoteri
Els espalacoteris (Spalacotherium) són un gènere extint de mamífers primitius que visqueren a Europa i Nord-amèrica entre el Juràssic superior i el Cretaci inferior. Se n'han trobat restes fòssils a Espanya, França i el Regne Unit, entre altres països. Les espècies d'aquest grup es diferenciaven dels seus parents espalacolestins per la presència del canal de Meckel, les dents molars més arrodonides i el menor nombre de premolars.